# Gustav Holm
Gustav Frederik Holm (født 6. august 1849 i København, død 13. marts 1940 sammesteds) var en dansk søofficer og polarforsker i Grønland. Han var søn af en orlogskaptajn og blev selv kaptajn i 1885.
Han foretog fra 1876-85 geologisk undersøgelser og kortlægning af distrikterne omkring Julianehåb (Qaqortoq) og Angmagssalik (Tasiilaq). Han tilhører grundlæggerne af moderne eskimoforskning.
Holm deltog i og ledede selv flere ekspeditioner til Grønland; især skal Konebådsekspeditionen 1883-85 fremhæves, hvorunder Holm og hans ledsagere sydfra arbejdede sig op langs sydøst kysten af Grønland. I 1884 traf Holm i Ammassalik området lidt over 400 eskimoer, som han overvintrede iblandt.
I 1894 oprettede han en handels- og missionsstation i området. Holm gik af som kommandør i 1909 og var derefter lodsdirektør 1912-19.
Han er begravet på Garnisons Kirkegård.

## Forfatterskab
- Gustav Holm: "Nye Oplysninger om Grønlands ostkyst" (Geografisk Tidsskrift, Bind 4; 1880)
- Gustav Holm: "Den danske Expedition til Grönland 1881" (Geografisk Tidsskrift, Bind 5; 1881)
- Gustav Holm: "Eskimoiske „Kaart' af Træ" (Geografisk Tidsskrift, Bind 8; 1885)
- Gustav Holm: "Konebaads-Expeditionen til Grønlands Østkyst 1883—85" (Geografisk Tidsskrift, Bind 8; 1885)
- Gustav Holm: "Kap Dan's Beliggenhed" (Geografisk Tidsskrift, Bind 9; 1887)
- Gustav Holm: "Bidrag til Kjendskabet om Eskimoernes Herkomst" (Geografisk Tidsskrift, Bind 11; 1891)
- Gustav Holm: "Kjendte Aztekerne Fiskekroge fer Evropæernes Ankomst?" (Geografisk Tidsskrift, Bind 11; 1891)
- Gustav Holm: "Oprettelsen af Missions- og Handelsstationen Angmagsalik paa Grønlands Østkyst" (Geografisk Tidsskrift, Bind 12; 1893)
- Gustav Holm: "Storisen i Davis-Strædet 1892" (Geografisk Tidsskrift, Bind 12; 1893)
- Gustav Holm: "De islandske Kursforskrifters Svalbarde" (Geografisk Tidsskrift, Bind 29; 1926)

## Nekrolog
- Kaj Birket-Smith: "Gustav Holm. 6. avgust 1849 – 13. marts 1940" (Geografisk Tidsskrift, Bind 43; 1940)